# Newark (Vermont)
Newark és una població dels Estats Units a l'estat de Vermont. Segons el cens del 2000 tenia 470 habitants.

## Demografia
Segons el cens del 2000, Newark tenia 470 habitants, 191 habitatges, i 128 famílies. La densitat de població era de 4,9 habitants per km².
Dels 191 habitatges en un 29,3% hi vivien nens de menys de 18 anys, en un 50,8% hi vivien parelles casades, en un 11% dones solteres, i en un 32,5% no eren unitats familiars. En el 24,6% dels habitatges hi vivien persones soles el 9,4% de les quals corresponia a persones de 65 anys o més que vivien soles. El nombre mitjà de persones vivint en cada habitatge era de 2,46 i el nombre mitjà de persones que vivien en cada família era de 2,94.
Per edats la població es repartia de la següent manera: un 27% tenia menys de 18 anys, un 4,5% entre 18 i 24, un 29,4% entre 25 i 44, un 27,7% de 45 a 60 i un 11,5% 65 anys o més.
L'edat mediana era de 39 anys. Per cada 100 dones de 18 o més anys hi havia 105,4 homes.
La renda mediana per habitatge era de 33.611 $ i la renda mediana per família de 46.250 $. Els homes tenien una renda mediana de 33.229 $ mentre que les dones 22.045 $. La renda per capita de la població era de 18.035 $. Entorn del 9,8% de les famílies i el 17,6% de la població estaven per davall del llindar de pobresa.